# 長劍風暴 -百年戰爭-
《長劍風暴：百年戰爭》是由Omega Force開發、光榮公司於2007年發售的 Playstation 3 及 Xbox 360 遊戲。本遊戲是以英國和法國之間的百年戰爭為基礎的動作遊戲。有如光榮公司的決戰系列與戰國無雙系列，題材都來自歷史但又不完全符合歷史，例如：可拯救被綁在火刑柱上即將被處以火刑的貞德。

## 遊戲簡介
玩家扮演一個傭兵團的指揮官，可以依情況而選擇與英國或法國結盟。其兵種單位包含步兵、騎兵、弓箭兵、象兵、砲兵和攻城兵，指揮官的聲譽會影響到一個傭兵團的品質效率和任務難度，而個人部隊也可在戰鬥中累積經驗而增強。

## 角色

### 英格蘭
- 黑太子愛德華 (Edward, the Black Prince)
- 約翰·簡都斯 (John Chandos)
- 紅鬃的獅子 哈爾 (Hal, the red haired lion )（即未來的英王亨利五世）
- 理查·比洽姆（英语：Richard Beauchamp, 13th Earl of Warwick） (Richard Beauchamp)
- 約翰·塔爾波特 (John Talbot)
- 約翰·法斯特爾夫 (John Fastolf)
- 亨利·珀西 (熱刺) (Henry Percy)
- 伊雅瑪爾 (Yamarl)（原创角色）
- 瑪格麗特 (Margaret)（原创角色，英文版中名为 Branwyn）
- 菲莉帕 (Philippa)（黑王子爱德华之母）
- 英格蘭王 (King of England)（黑王子爱德华之父）

### 法蘭西
- 聖女貞德 (Joan of Arc)
- 拉·依爾 (La Hire)
- 吉爾·德·萊斯 (Gilles de Rais)
- 菲利浦·魯·馮 (Philippe le Bon)
- 瑪麗 (Marie)（原创角色）
- 阿爾迪爾·德·利修蒙 (Arthur de Richemont)
- 姬遊 (You-ji，按東方姓氏在前拼法應為Ji-you)(來自中國明朝的弓弩手，原创角色）
- 貝爾多蘭·迪·蓋可蘭 (Bertrand du Guesclin)
- 尚恩（英语：Jean de Metz） (Jean)
- 克里斯蒂娜·德·皮桑 (Christine de Pizan)
- 法蘭西王 (King of France)

### 傭兵
- 伯特 (Bert)（原创角色，英文版中名为 Magnus）
- 喬治 (George)（原创角色，Marc 之弟）
- 馬克 (Marc)（原创角色，George 之兄）
- 凱倫 (Karen)（原创角色）
- 黛安 (Diane)（原创角色）
- 納蘭 (Nalan)（原创角色）
- 义政 (Yoshimasa)（原创角色）
- 莎克蒂 (Shakti)（原创角色）
- 威廉 (William)（原创角色）
- 约翰·霍克伍德 (John Hawkwood)

## 外部連結
- （日語）長劍風暴：百年戰爭 日本官方網站 （页面存档备份，存于）